# Little Town Hero
Little Town Hero est un jeu vidéo de rôle développé par Game Freak. Il a été publié pour la première fois sur Nintendo Switch en octobre 2019 avant d'être porté sur PlayStation 4, Xbox One et Microsoft Windows en 2020. Il a reçu des avis mitigés de la part des critiques.

## Développement
Game Freak a annoncé le jeu sous le titre provisoire de Town en septembre 2018. La société n'a partagé aucune autre information jusqu'en août de l'année suivante. Le jeu est sorti sur Nintendo Switch le 16 octobre 2019. La bande originale du jeu a été principalement écrite par Toby Fox, un développeur indépendant mieux connu pour avoir créé Undertale. En janvier 2020, il a été annoncé que le jeu aurait une édition collector au détail, publiée par NIS America, en juin 2020,. Le même mois, il a également été annoncé qu'il serait publié sur PlayStation 4 au Japon le 23 avril 2020, publié au détail par Rainy Frog. De plus, les ports pour Xbox One et Microsoft Windows ont été respectivement publiés le 2 juillet et le 9 juillet 2020.

## Accueil
Little Town Hero a reçu des critiques mitigées selon l'agrégateur de critiques Metacritic. Tom Marks d'IGN lui a donné un 7/10, en disant: "Little Town Hero respire le charme de chaque coin de son adorable petit village, et associe cette personnalité à un système de combat absurde et absolument unique, plein de combos que j'ai adoré découvrir." Jordan Gerblick de GamesRadar lui a donné un 3/5, en disant: "Un exercice de stratégie de combat et de patience pour ses défauts, Little Town Hero sait où se trouvent ses forces, et heureusement, vous verrez plus de forces que de défauts si vous investissez dans eux."